# Terremoto de Honduras de 2018
El terremoto de Honduras de 2018 se produjo el martes 9 de enero de 2018, con una magnitud Mw de 8.0 (escala de magnitud de momento). Su epicentro se localizó a 201 kilómetros al norte-noreste de Barra Patuca y a 247 kilómetros al norte de Puerto Lempira, y a solo 10 km de profundidad. El sismo apenas se sintió en Honduras, México y Belice.
Tras el sismo, se decretó un aviso de tsunami en Puerto Rico y en las Islas Vírgenes de los Estados Unidos. La Administración Nacional Oceánica y Atmosférica (NOAA) de EE. UU. también advirtió sobre la amenaza de olas de hasta un metro de altura en las costas de Cuba, Honduras, México, Jamaica, Islas Caimán (Reino Unido) y Belice. Sin embargo, el aviso fue levantado poco después.
El sismo no dejó daños materiales ni víctimas.